# هلاج تپه
هلاج تپه مربوط به دوره اشکانیان - دوره ساسانیان است و در داخل هادی‌شهر شهرستان جلفا در استان آذربایجان شرقی واقع شده و این اثر در تاریخ ۱۰ خرداد ۱۳۸۲ با شمارهٔ ثبت ۸۷۴۵ به‌عنوان یکی از آثار ملی ایران به ثبت رسیده است.